# Amadotrogus oertzeni
Amadotrogus oertzeni är en skalbaggsart som beskrevs av Brenske 1886. Amadotrogus oertzeni ingår i släktet Amadotrogus och familjen Melolonthidae. Inga underarter finns listade i Catalogue of Life.